# Kanton Nogent-sur-Seine
Nogent-sur-Seine is een kanton van het Franse departement Aube. Het kanton maakt deel uit van het arrondissement Nogent-sur-Seine.
Op 22 maart 2015 werd het aangrenzende kanton Villenauxe-la-Grande opgeheven en de gemeenten werden toegevoegd aan het kanton Nogent-sur-Seine. Het aantal gemeenten in het kanton nam hierdoor toe van 16 tot 23.

## Gemeenten
Het kanton Nogent-sur-Seine omvat de volgende 23 gemeenten:
- Barbuise
- Bouy-sur-Orvin
- Courceroy
- Ferreux-Quincey
- Fontaine-Mâcon
- Fontenay-de-Bossery
- Gumery
- La Louptière-Thénard
- Marnay-sur-Seine
- Le Mériot
- Montpothier
- La Motte-Tilly
- Nogent-sur-Seine
- Périgny-la-Rose
- Plessis-Barbuise
- Pont-sur-Seine
- Saint-Aubin
- Saint-Nicolas-la-Chapelle
- La Saulsotte
- Soligny-les-Étangs
- Traînel
- La Villeneuve-au-Châtelot
- Villenauxe-la-Grande